# Monnaie dette
Pour les articles homonymes, voir Monnaie (homonymie).
Le terme de monnaie-dette est utilisé en science économique pour désigner la monnaie en tant qu'elle est une reconnaissance de dette de son émetteur, à savoir autrefois l'État, la banque centrale ou la banque.

## Concept
La monnaie, qu'elle soit scripturale ou fiduciaire, est une reconnaissance de dette de son émetteur. La monnaie scripturale est une promesse de rembourser le montant équivalent sur notre compte de dépôt d'espèces. La monnaie fiduciaire est également une reconnaissance de dette de l’État ou de la banque centrale qui a imprimé le billet ou la pièce.

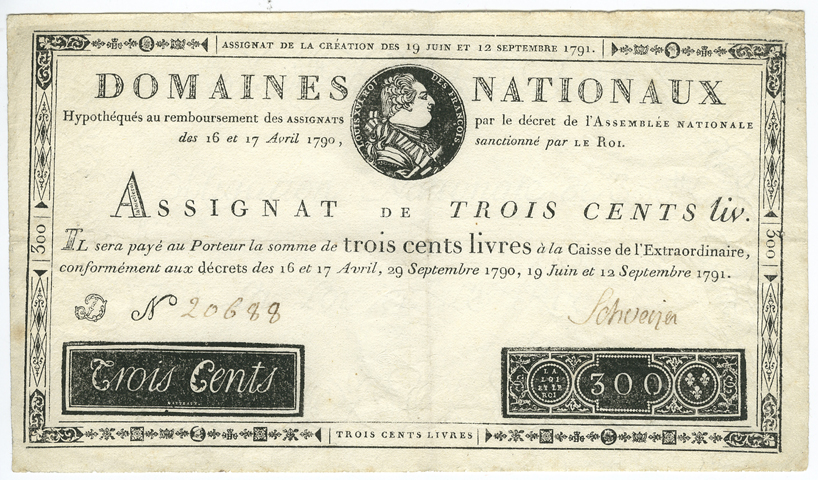
Il sera payé au porteur la somme de ...

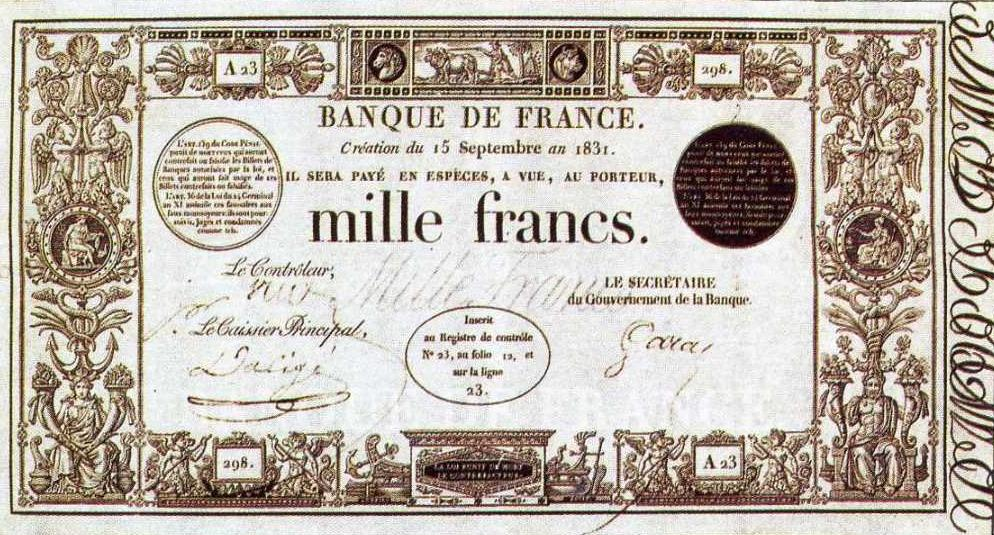
Il sera payé en espèces, à vue, au porteur

La conception de la monnaie comme dette permet de tenir compte de ce que la monnaie est tout à la fois une unité de compte et une unité de paiement. La monnaie permet de faire circuler une dette et une créance de chacun envers l'émetteur central, ce qui la rend dynamique ; elle permet ainsi que les dettes soient honorées.
Dans un ouvrage de 1877, Alfred Legoyt analyse les « forces matérielles de l'empire d'Allemagne ». Il essaie de soustraire la monnaie en circulation en Allemagne de la dette du pays afin d'isoler la dette non monétaire.